# Andrija Gerić
Andrija Gerić (in serbo Андрија Герић?; Novi Sad, 24 gennaio 1977) è un ex pallavolista serbo.

## Palmarès

### Club
- Campionato jugoslavo: 6

1993-94, 1994-95, 1995-96, 1996-97, 1997-98, 1998-99
- Campionato italiano: 1

2005-06
- Campionato turco: 1

2010-11
- Coppa Italia: 1

2007-08
- Supercoppa italiana: 1

2006
- Champions League: 1

2001-02
- Coppa CEV: 2

2004-05, 2005-06

### Premi individuali
- 2003 - World League: Miglior muro
- 2003 - World League: Miglior servizio
- 2003 - Coppa del Mondo: Miglior muro